# Кувандицький міський округ
Куванди́цький міський округ (рос. Кувандыкский городской округ) — міський округ у складі Оренбурзької області Російської Федерації.
Адміністративний центр — місто Кувандик.

## Історія
У 1734 році починає свою діяльність Оренбурзька комісія на чолі з І. К. Кириловим. На меті експедиції було заснування фортець і створення прикордонної лінії для того, щоб встановити контроль над південно-східним кордоном Росії. У 1742 році майбутній перший оренбурзький губернатор І. І. Неплюєв, проїжджаючи з Самари в Оренбург, в той час знаходився на місці нинішнього Орська, заснував перше російське поселення на території Кувандицького району — Іллінську фортецю.
Заселення Кувандика тісно пов'язане з будівництвом залізниці Оренбург — Орськ — Троїцьк. У 1912 році купці Сігов, Башкиров і Хусаїнов на свої кошти почали будівництво цієї залізниці з боку Оренбургу. У Покровці оселився підрядник, слідом за ним потягнулися сюди безземельні селяни з Пензенської, Тамбовської і Самарської губерній. Вони вручну насипали земляне полотно, прорубали виїмки, будували мости, станційні споруди, пробивали тунель (біля сучасного міста Мідногорська). У 1915 році була побудована залізнична станція, якій по річці Кувандичці (її башкирське найменування — Киуандик) дали назву «Кувандик». Згодом так стали називати і пристанційне селище, і село Покровка, яке злилося з ним.
Кувандицький район утворений 1935 року. 3 квітня 1959 року до складу району увійшла частина території ліквідованого Новопокровського району. В той же час до складу району увійшла територія ліквідованого Зіянчуринського району. 1960 року центр району перенесено до міста Мідногорськ, район перейменовано в Мідногорський район. 1963 район знову став Кувандицьким, районний центр перенесено до Кувандика.
Станом на 2002 рік існували Кувандицький район та Кувандицька міська рада обласного підпорядкування:
| Поселення                         | Площа, км² | Населення, осіб (2002) | Населені пункти |
| --------------------------------- | ---------- | ---------------------- | --- |
| Кувандицький район                |            |                        | |
| Зіянчуринська сільська рада       | -          | 3547                   | села Зіянчуріно, Чулпан, селища Дубиновка, Канчерово, присілки Башкирське Канчерово, Новосакмарськ, Руське Канчерво, Юлгутла                                 |
| Ібрагімовська сільська рада       | -          | 1975                   | села Велике Чураєво, Ібрагімово, присілки Акчура, Гумарово, Мале Чураєво, Новокурськ, Новосакмарськ, Перше Юмагузіно, Рамазаново, хутір Дом Отдиха «Сакмара» |
| Ільїнська сільська рада           | -          | 1656                   | села Ільїнка, Підгорне, селище Краснощоково |
| Краснознаменська сільська рада    | -          | 1389                   | село Краснознаменка, Нікольське, Старозайцево, присілки Адаєво, Карайгер, Старий Карайгер                                                                    |
| Красносакмарська сільська рада    | -          | 970                    | село Новосамарськ, присілки Акбулатово, Біскужа, Васильєвка, Красносакмарськ, Каїпово, Тлявгулово, Яковлевка                                                 |
| Куруїльська сільська рада         | -          | 1274                   | села Кайракла, Куруїл, селище Канчеровський Кар'єр, присілки Аскарово, Бурангулово                                                                           |
| Маячна сільська рада              | -          | 829                    | селище Маячний, аул Айтуар |
| Мухамедьяровська сільська рада    | -          | 766                    | село Мухамедьярово, селище Індустрія |
| Новопокровська сільська рада      | -          | 1186                   | села Новопокровка, Підлісне, Шубино, селище Карагай-Покровка                                                                                                 |
| Новорокитянська сільська рада     | -          | 446                    | присілки Друге Юмагузіно, Нова Рокитянка |
| Новосаринська сільська рада       | -          | 942                    | селище Сара |
| Новосимбірська сільська рада      | -          | 1081                   | села Новосимбірка, Сарбай, Чукарі-Івановка, селище Федосієвка, хутір Новоташлинський                                                                         |
| Новоуральська сільська рада       | -          | 1804                   | село Новоуральськ, селища Дворічний, Залуж'є, Луговський, присілок Піхотне                                                                                   |
| Онопрієновська сільська рада      | -          | 1470                   | села Онопрієновка, Поїм, селище Башкалган, присілки Верхньоназаргулово, Новоказанка                                                                          |
| Первомайська сільська рада        | -          | 643                    | присілки Калиновка, Первомайськ, Сарбаєво, хутір Казарма 206 км                                                                                              |
| Радгоспно-Саринська сільська рада | -          | 990                    | селища В'южний, Лісний, Мазово, Новосаринський |
| Саринська сільська рада           | -          | 1207                   | село Сара, селище Ялнаїр |
| Уральська сільська рада           | -          | 1373                   | селища Каратал, Новий, Рівний, Урал, аул Жанатан |
| Чеботарьовська сільська рада      | -          | 883                    | село Чеботарьово, присілки Андрієвка, Барангулово |
| Кувандицька міська рада           |            |                        | |
| Кувандицька міська рада           | -          | 28679                  | місто Кувандик |

2004 року район отримав статус муніципального, сільради стали сільськими поселеннями зі збереженням старих назв, до його складу включена також Кувандицька міська рада як Кувандицьке міське поселення.
Станом на 2010 рік існував Кувандицький муніципальний район:
| Поселення                      | Площа, км² | Населення, осіб (2010) | Населені пункти |
| ------------------------------ | ---------- | ---------------------- | --- |
| Кувандицьке міське поселення   | -          | 26169                  | місто Кувандик |
| Зіянчуринська сільська рада    | -          | 3011                   | села Зіянчуріно, Чулпан, селища Дубиновка, Канчерово, Канчеровський Кар'єр, присілки Башкирське Канчерово, Новосакмарськ, Руське Канчерво, Юлгутла           |
| Ібрагімовська сільська рада    | -          | 1549                   | села Велике Чураєво, Ібрагімово, присілки Акчура, Гумарово, Мале Чураєво, Новокурськ, Новосакмарськ, Перше Юмагузіно, Рамазаново, хутір Дом Отдиха «Сакмара» |
| Ільїнська сільська рада        | -          | 1598                   | села Ільїнка, Підгорне, селище Краснощоково |
| Краснознаменська сільська рада | -          | 1130                   | село Краснознаменка, Нікольське, Старозайцево, присілки Адаєво, Карайгер, Старий Карайгер                                                                    |
| Красносакмарська сільська рада | -          | 903                    | село Новосамарськ, присілки Акбулатово, Біскужа, Васильєвка, Красносакмарськ, Тлявгулово                                                                     |
| Куруїльська сільська рада      | -          | 1051                   | села Кайракла, Куруїл, присілки Аскарово, Бурангулово |
| Маячна сільська рада           | -          | 585                    | селище Маячний, аул Айтуар |
| Мухамедьяровська сільська рада | -          | 725                    | село Мухамедьярово, селище Індустрія |
| Новопокровська сільська рада   | -          | 844                    | села Новопокровка, Підлісне, Шубино, селище Карагай-Покровка                                                                                                 |
| Новорокитянська сільська рада  | -          | 282                    | присілки Друге Юмагузіно, Нова Рокитянка |
| Новосаринська сільська рада    | -          | 1732                   | селища В'южний, Лісний, Мазово, Новосаринський, Сара |
| Новосимбірська сільська рада   | -          | 699                    | села Новосимбірка, Сарбай, Чукарі-Івановка, селище Федосієвка                                                                                                |
| Новоуральська сільська рада    | -          | 1452                   | село Новоуральськ, селища Залуж'є, Луговський, присілок Піхотне                                                                                              |
| Онопрієновська сільська рада   | -          | 1006                   | села Онопрієновка, Поїм, селище Башкалган, присілки Верхньоназаргулово, Новоказанка                                                                          |
| Первомайська сільська рада     | -          | 577                    | присілки Калиновка, Первомайськ, Сарбаєво, хутір Казарма 206 км                                                                                              |
| Саринська сільська рада        | -          | 805                    | село Сара, селище Ялнаїр |
| Уральська сільська рада        | -          | 905                    | селища Каратал, Новий, Рівний, Урал, аул Жанатан |
| Чеботарьовська сільська рада   | -          | 688                    | село Чеботарьово, присілок Барангулово |

2016 року Кувандицький район перетворено в Кувандицький міський округ, при цьому були ліквідовані усі поселення.

## Населення
Населення — 39946 осіб (2019; 45714 в 2010, 53110 у 2002).

## Населені пункти
| №  | Населений пункт                         | Населення, осіб (2002) | Населення, осіб (2010) |
| -- | --------------------------------------- | ---------------------- | ---------------------- |
| 1  | Адаєво, присілок                        | 106                    | 88                     |
| 2  | Айтуар, аул                             | 109                    | 47                     |
| 3  | Акбулатово, присілок                    | 61                     | 53                     |
| 4  | Акчура, присілок                        | 31                     | 24                     |
| -  | Андрієвка, присілок                     | 0                      | -                      |
| 5  | Аскарово, присілок                      | 185                    | 141                    |
| 6  | Барангулово, присілок                   | 232                    | 171                    |
| 7  | Башкалган, селище                       | 156                    | 99                     |
| 8  | Башкирське Канчерово, присілок          | 292                    | 210                    |
| 9  | Біскужа, присілок                       | 24                     | 7                      |
| 10 | Бурангулово, присілок                   | 130                    | 133                    |
| 11 | Васильєвка, присілок                    | 163                    | 138                    |
| 12 | Велике Чураєво, село                    | 495                    | 343                    |
| 13 | Верхньоназаргулово, присілок            | 409                    | 250                    |
| 14 | В'южний, селище                         | 150                    | 133                    |
| 15 | Гумарово, присілок                      | 91                     | 84                     |
| -  | Дворічний, селище                       | 35                     | -                      |
| 16 | Дом Одиха «Сакмара», хутір              | 2                      | 0                      |
| 17 | Друге Юмагузіно, присілок               | 228                    | 146                    |
| 18 | Дубиновка, селище                       | 549                    | 449                    |
| 19 | Жанатан, аул                            | 198                    | 104                    |
| 20 | Залуж'є, селище                         | 291                    | 245                    |
| 21 | Зіянчуріно, село                        | 1581                   | 1412                   |
| 22 | Ібрагімово, село                        | 1051                   | 892                    |
| 23 | Ільїнка, село                           | 773                    | 835                    |
| 24 | Індустрія, селище                       | 260                    | 296                    |
| 25 | Казарма 206 км, хутір                   | 22                     | 29                     |
| -  | Каїпово, присілок                       | 0                      | -                      |
| 26 | Кайракла, село                          | 253                    | 169                    |
| 27 | Калиновка, присілок                     | 8                      | 4                      |
| 28 | Канчерово, селище                       | 100                    | 50                     |
| 29 | Канчеровський Кар'єр, селище            | 38                     | 34                     |
| 30 | Карагай-Покровка, селище                | 224                    | 153                    |
| 31 | Карайгер, присілок                      | 97                     | 43                     |
| 32 | Каратал, селище                         | 52                     | 29                     |
| 33 | Краснознаменка, село                    | 537                    | 457                    |
| 34 | Красносакмарськ, присілок               | 26                     | 28                     |
| 35 | Краснощоково, селище                    | 591                    | 516                    |
| 36 | Кувандик, місто                         | 28679                  | 26169                  |
| 37 | Куруїл, село                            | 668                    | 608                    |
| 38 | Лісний, селище                          | 136                    | 64                     |
| 39 | Луговський, селище                      | 96                     | 6                      |
| 40 | Мазово, селище                          | 245                    | 200                    |
| 41 | Мале Чураєво, присілок                  | 42                     | 26                     |
| 42 | Маячний, селище                         | 720                    | 538                    |
| 43 | Мухамедьярово, село                     | 506                    | 432                    |
| 44 | Нікольське, село                        | 587                    | 490                    |
| 45 | Нова Рокитянка, присілок                | 218                    | 136                    |
| 46 | Новий, селище                           | 100                    | 16                     |
| 47 | Новоказанка, присілок                   | 259                    | 184                    |
| 48 | Новокурськ, присілок                    | 15                     | 12                     |
| 49 | Новопокровка, село                      | 672                    | 543                    |
| 50 | Новосакмарськ (Зіянчуринська), присілок | 218                    | 184                    |
| 51 | Новосакмарськ (Ібрагімовська), присілок | 6                      | 0                      |
| 52 | Новосамарськ, село                      | 587                    | 534                    |
| 53 | Новосаринський, селище                  | 459                    | 391                    |
| 54 | Новосимбірка, село                      | 816                    | 598                    |
| -  | Новоташлинський, хутір                  | 3                      | -                      |
| 55 | Новоуральськ, село                      | 1260                   | 1112                   |
| 56 | Онопрієновка, село                      | 588                    | 453                    |
| 57 | Первомайськ, присілок                   | 536                    | 499                    |
| 58 | Перше Юмагузіно, присілок               | 59                     | 36                     |
| 59 | Підгорне, село                          | 292                    | 247                    |
| 60 | Підлісне, село                          | 180                    | 85                     |
| 61 | Піхотне, присілок                       | 122                    | 89                     |
| 62 | Поїм, село                              | 58                     | 20                     |
| 63 | Рамазаново, присілок                    | 183                    | 132                    |
| 64 | Рівний, селище                          | 168                    | 70                     |
| 65 | Руське Канчерово, присілок              | 135                    | 102                    |
| 66 | Сара, село                              | 893                    | 642                    |
| 67 | Сара, селище                            | 942                    | 944                    |
| 68 | Сарбаєво, присілок                      | 77                     | 45                     |
| 69 | Сарбай, село                            | 136                    | 50                     |
| 70 | Старий Карайгер, присілок               | 11                     | 6                      |
| 71 | Старозайцево, село                      | 51                     | 46                     |
| 72 | Тлявгулово, присілок                    | 109                    | 143                    |
| 73 | Урал, селище                            | 855                    | 686                    |
| 74 | Федосієвка, селище                      | 45                     | 10                     |
| 75 | Чеботарьово, село                       | 651                    | 517                    |
| 76 | Чукарі-Івановка, село                   | 81                     | 41                     |
| 77 | Чулпан, село                            | 476                    | 401                    |
| 78 | Шубино, село                            | 110                    | 63                     |
| 79 | Юлгутла, присілок                       | 196                    | 169                    |
| -  | Яковлевка, присілок                     | 0                      | -                      |
| 80 | Ялнаїр, селище                          | 314                    | 163                    |